# K2-21 b
K2-21 b, также EPIC 206011691 b — экзопланета у красного карлика K2-21. Находится на расстоянии примерно 273,5 световых лет от Солнца, планета обращается вокруг звезды за 9,3 дня. Её плотность около 2,7 г/см3, что указывает на то, что это некаменистая планета. Погрешность плотности, однако, довольно велика, в диапазоне от 1,1 до 6,4 г/см³. Из-за этой погрешности, истинный характер её состава является неопределённым.